# Бонакурс
Бонакурс е катар, който впоследствие се обръща в католицизма. По тази причина се счита за един от най-добре осведомените по въпроса с катарите автори. Първоначално самият той е споделял еретичските възгледи, като дори е обявен за магистър или доктор на катарите. Впоследствие се отказва от възгледите си и осъжда своите бивши другари.
Произведението му се нарича „Животът на еретиците“. Написано е около 1180-1190 г.